# Test F1 2020
Questa voce raccoglie un approfondimento sui test effettuati nell'ambito del campionato 2020 di Formula 1.

## Calendario
La Federazione Internazionale dell'Automobile conferma le due sessioni di test pre-stagionali, previsti ora su soli tre giorni, anziché quattro, a causa dell'espansione del calendario, da disputarsi entrambe sul circuito di Catalogna, la prima dal 19 al 21 febbraio e la seconda dal 26 al 28 febbraio. I test interstagionali previsti sempre a Barcellona e in Bahrein vengono cancellati.

### Barcellona (febbraio 2020)
- Barcellona, Circuito di Catalogna, 19-21 febbraio 2020.

- Barcellona, Circuito di Catalogna, 26-28 febbraio 2020.

## Primo test di Barcellona

### Formazione piloti[2]
| Team              | 19 febbraio        | 20 febbraio      | 21 febbraio        |
| ----------------- | ------------------ | ---------------- | ------------------ |
| Mercedes          | Valtteri Bottas    | Lewis Hamilton   | Valtteri Bottas    |
| Mercedes          | Lewis Hamilton     | Valtteri Bottas  | Lewis Hamilton     |
| Ferrari           | Charles Leclerc    | Sebastian Vettel | Sebastian Vettel   |
| Ferrari           | Charles Leclerc    | Charles Leclerc  | Sebastian Vettel   |
| Red Bull Racing   | Max Verstappen     | Alexander Albon  | Max Verstappen     |
| Red Bull Racing   | Max Verstappen     | Alexander Albon  | Alexander Albon    |
| McLaren           | Carlos Sainz Jr.   | Lando Norris     | Carlos Sainz Jr.   |
| McLaren           | Carlos Sainz Jr.   | Lando Norris     | Lando Norris       |
| Renault           | Esteban Ocon       | Daniel Ricciardo | Esteban Ocon       |
| Renault           | Daniel Ricciardo   | Esteban Ocon     | Daniel Ricciardo   |
| AlphaTauri        | Daniil Kvjat       | Pierre Gasly     | Daniil Kvjat       |
| AlphaTauri        | Daniil Kvjat       | Pierre Gasly     | Pierre Gasly       |
| Racing Point      | Sergio Pérez       | Sergio Pérez     | Lance Stroll       |
| Racing Point      | Lance Stroll       | Sergio Pérez     | Lance Stroll       |
| Alfa Romeo Racing | Robert Kubica      | Kimi Räikkönen   | Antonio Giovinazzi |
| Alfa Romeo Racing | Antonio Giovinazzi | Kimi Räikkönen   | Antonio Giovinazzi |
| Haas              | Kevin Magnussen    | Romain Grosjean  | Romain Grosjean    |
| Haas              | Kevin Magnussen    | Romain Grosjean  | Kevin Magnussen    |
| Williams          | George Russell     | George Russell   | Nicholas Latifi    |
| Williams          | Nicholas Latifi    | George Russell   | Nicholas Latifi    |

### Resoconto prima giornata
- Meteo: Parzialmente nuvoloso

#### Risultati[3]
| 1  | Lewis Hamilton     | 44 | Mercedes                  | 1'16"976 |        | 94  | Dure C2  | Dure C2  | Dure C2  |
| 2  | Valtteri Bottas    | 77 | Mercedes                  | 1'17"313 | +0"337 | 79  | Medie C3 | Medie C3 | Medie C3 |
| 3  | Sergio Pérez       | 11 | Racing Point-BWT Mercedes | 1'17"375 | +0"399 | 58  | Medie C3 | Medie C3 | Medie C3 |
| 4  | Max Verstappen     | 33 | Red Bull Racing-Honda     | 1'17"516 | +0"540 | 168 | Medie C3 | Medie C3 | Medie C3 |
| 5  | Daniil Kvjat       | 26 | AlphaTauri-Honda          | 1'17"698 | +0"722 | 115 | Medie C3 | Medie C3 | Medie C3 |
| 6  | Carlos Sainz Jr.   | 55 | McLaren-Renault           | 1'17"842 | +0"866 | 161 | Medie C3 | Medie C3 | Medie C3 |
| 7  | Daniel Ricciardo   | 3  | Renault                   | 1'17"873 | +0"897 | 54  | Dure C2  | Dure C2  | Dure C2  |
| 8  | Esteban Ocon       | 31 | Renault                   | 1'18"004 | +1"028 | 62  | Medie C3 | Medie C3 | Medie C3 |
| 9  | George Russell     | 63 | Williams-Mercedes         | 1'18"168 | +1"192 | 73  | Medie C3 | Medie C3 | Medie C3 |
| 10 | Lance Stroll       | 18 | Racing Point-BWT Mercedes | 1'18"282 | +1"306 | 50  | Dure C2  | Dure C2  | Dure C2  |
| 11 | Charles Leclerc    | 16 | Ferrari                   | 1'18"289 | +1"313 | 131 | Medie C3 | Medie C3 | Medie C3 |
| 12 | Nicholas Latifi    | 6  | Williams-Mercedes         | 1'18"382 | +1"406 | 63  | Medie C3 | Medie C3 | Medie C3 |
| 13 | Robert Kubica      | 88 | Alfa Romeo Racing-Ferrari | 1'18"386 | +1"410 | 59  | Medie C3 | Medie C3 | Medie C3 |
| 14 | Kevin Magnussen    | 20 | Haas-Ferrari              | 1'18"466 | +1"490 | 104 | Medie C3 | Medie C3 | Medie C3 |
| 15 | Antonio Giovinazzi | 99 | Alfa Romeo Racing-Ferrari | 1'20"096 | +3"120 | 78  | Medie C3 | Medie C3 | Medie C3 |

### Resoconto seconda giornata
- Meteo: Sereno

#### Risultati[4]
| 1  | Kimi Räikkönen   | 7  | Alfa Romeo Racing-Ferrari | 1'17"091 |        | 134 | Morbide C5 | Morbide C5 | Morbide C5 |
| 2  | Sergio Pérez     | 11 | Racing Point-BWT Mercedes | 1'17"347 | +0"256 | 145 | Medie C3   | Medie C3   | Medie C3   |
| 3  | Daniel Ricciardo | 3  | Renault                   | 1'17"749 | +0"658 | 41  | Medie C3   | Medie C3   | Medie C3   |
| 4  | Alexander Albon  | 23 | Red Bull Racing-Honda     | 1'17"912 | +0"821 | 134 | Dure C2    | Dure C2    | Dure C2    |
| 5  | Pierre Gasly     | 10 | AlphaTauri-Honda          | 1'18"121 | +1"030 | 147 | Dure C2    | Dure C2    | Dure C2    |
| 6  | Sebastian Vettel | 5  | Ferrari                   | 1'18"154 | +1"063 | 73  | Morbide C4 | Morbide C4 | Morbide C4 |
| 7  | George Russell   | 63 | Williams-Mercedes         | 1'18"266 | +1"175 | 116 | Medie C3   | Medie C3   | Medie C3   |
| 8  | Charles Leclerc  | 16 | Ferrari                   | 1'18"335 | +1"244 | 49  | Medie C3   | Medie C3   | Medie C3   |
| 9  | Lewis Hamilton   | 44 | Mercedes                  | 1'18"387 | +1"296 | 106 | Dure C1    | Dure C1    | Dure C1    |
| 10 | Lando Norris     | 4  | McLaren-Renault           | 1'18"474 | +1"383 | 137 | Medie C3   | Medie C3   | Medie C3   |
| 11 | Romain Grosjean  | 8  | Haas-Ferrari              | 1'18"496 | +1"405 | 158 | Medie C3   | Medie C3   | Medie C3   |
| 12 | Esteban Ocon     | 31 | Renault                   | 1'18"557 | +1"466 | 52  | Dure C2    | Dure C2    | Dure C2    |
| 13 | Valtteri Bottas  | 77 | Mercedes                  | 1'19"307 | +2"216 | 77  | Dure C2    | Dure C2    | Dure C2    |

### Resoconto terza giornata
- Meteo: Sereno

#### Risultati[5]
| 1  | Valtteri Bottas    | 77 | Mercedes                  | 1'15"732 |        | 65  | Morbide C5 | Morbide C5 | Morbide C5 |
| 2  | Lewis Hamilton     | 44 | Mercedes                  | 1'16"516 | +0"784 | 73  | Morbide C5 | Morbide C5 | Morbide C5 |
| 3  | Esteban Ocon       | 31 | Renault                   | 1'17"102 | +1"370 | 76  | Morbide C4 | Morbide C4 | Morbide C4 |
| 4  | Lance Stroll       | 18 | Racing Point-BWT Mercedes | 1'17"338 | +1"606 | 116 | Morbide C4 | Morbide C4 | Morbide C4 |
| 5  | Daniil Kvjat       | 26 | AlphaTauri-Honda          | 1'17"427 | +1"695 | 62  | Morbide C4 | Morbide C4 | Morbide C4 |
| 6  | Antonio Giovinazzi | 99 | Alfa Romeo Racing-Ferrari | 1'17"469 | +1"737 | 152 | Morbide C5 | Morbide C5 | Morbide C5 |
| 7  | Daniel Ricciardo   | 3  | Renault                   | 1'17"574 | +1"842 | 93  | Morbide C4 | Morbide C4 | Morbide C4 |
| 8  | Max Verstappen     | 33 | Red Bull Racing-Honda     | 1'17"636 | +1"904 | 86  | Dure C2    | Dure C2    | Dure C2    |
| 9  | Pierre Gasly       | 10 | AlphaTauri-Honda          | 1'17"783 | +2"051 | 59  | Morbide C4 | Morbide C4 | Morbide C4 |
| 10 | Alexander Albon    | 23 | Red Bull Racing-Honda     | 1'18"154 | +2"422 | 83  | Dure C2    | Dure C2    | Dure C2    |
| 11 | Carlos Sainz Jr.   | 55 | McLaren-Renault           | 1'18"274 | +2"542 | 76  | Dure C2    | Dure C2    | Dure C2    |
| 12 | Romain Grosjean    | 8  | Haas-Ferrari              | 1'18"380 | +2"648 | 48  | Medie C3   | Medie C3   | Medie C3   |
| 13 | Sebastian Vettel   | 5  | Ferrari                   | 1'18"384 | +2"652 | 100 | Medie C3   | Medie C3   | Medie C3   |
| 14 | Lando Norris       | 4  | McLaren-Renault           | 1'18"454 | +2"722 | 49  | Medie C3   | Medie C3   | Medie C3   |
| 15 | Nicholas Latifi    | 6  | Williams-Mercedes         | 1'19"004 | +3"272 | 72  | Medie C3   | Medie C3   | Medie C3   |
| 16 | Kevin Magnussen    | 20 | Haas-Ferrari              | 1'19"709 | +3"977 | 4   | Dure C2    | Dure C2    | Dure C2    |

## Secondo test di Barcellona

### Formazione piloti[6]
| Team              | 26 febbraio      | 27 febbraio        | 28 febbraio      |
| ----------------- | ---------------- | ------------------ | ---------------- |
| Mercedes          | Lewis Hamilton   | Valtteri Bottas    | Lewis Hamilton   |
| Mercedes          | Valtteri Bottas  | Lewis Hamilton     | Valtteri Bottas  |
| Ferrari           | Sebastian Vettel | Sebastian Vettel   | Charles Leclerc  |
| Ferrari           | Charles Leclerc  | Sebastian Vettel   | Charles Leclerc  |
| Red Bull Racing   | Alexander Albon  | Max Verstappen     | Alexander Albon  |
| Red Bull Racing   | Max Verstappen   | Alexander Albon    | Max Verstappen   |
| McLaren           | Carlos Sainz Jr. | Lando Norris       | Carlos Sainz Jr. |
| McLaren           | Lando Norris     | Lando Norris       | Carlos Sainz Jr. |
| Renault           | Daniel Ricciardo | Esteban Ocon       | Daniel Ricciardo |
| Renault           | Esteban Ocon     | Daniel Ricciardo   | Esteban Ocon     |
| AlphaTauri        | Pierre Gasly     | Pierre Gasly       | Daniil Kvjat     |
| AlphaTauri        | Daniil Kvjat     | Pierre Gasly       | Daniil Kvjat     |
| Racing Point      | Lance Stroll     | Lance Stroll       | Sergio Pérez     |
| Racing Point      | Sergio Pérez     | Lance Stroll       | Sergio Pérez     |
| Alfa Romeo Racing | Robert Kubica    | Antonio Giovinazzi | Kimi Räikkönen   |
| Alfa Romeo Racing | Kimi Räikkönen   | Antonio Giovinazzi | Kimi Räikkönen   |
| Haas              | Romain Grosjean  | Kevin Magnussen    | Kevin Magnussen  |
| Haas              | Romain Grosjean  | Kevin Magnussen    | Romain Grosjean  |
| Williams          | Nicholas Latifi  | Nicholas Latifi    | George Russell   |
| Williams          | George Russell   | Nicholas Latifi    | George Russell   |

### Resoconto prima giornata
- Meteo: Parzialmente nuvoloso

#### Risultati[7]
| 1  | Robert Kubica    | 88 | Alfa Romeo Racing-Ferrari | 1'16"942 |        | 53  | Morbide C5 | Morbide C5 | Morbide C5 |
| 2  | Max Verstappen   | 33 | Red Bull Racing-Honda     | 1'17"347 | +0"405 | 83  | Medie C3   | Medie C3   | Medie C3   |
| 3  | Sergio Pérez     | 11 | Racing Point-BWT Mercedes | 1'17"428 | +0"486 | 84  | Medie C3   | Medie C3   | Medie C3   |
| 4  | Daniil Kvjat     | 26 | AlphaTauri-Honda          | 1'17"456 | +0"514 | 61  | Medie C3   | Medie C3   | Medie C3   |
| 5  | Pierre Gasly     | 10 | AlphaTauri-Honda          | 1'17"540 | +0"598 | 25  | Morbide C4 | Morbide C4 | Morbide C4 |
| 6  | Alexander Albon  | 23 | Red Bull Racing-Honda     | 1'17"550 | +0"608 | 29  | Dure C2    | Dure C2    | Dure C2    |
| 7  | Lewis Hamilton   | 44 | Mercedes                  | 1'17"562 | +0"620 | 89  | Dure C2    | Dure C2    | Dure C2    |
| 8  | Lance Stroll     | 18 | Racing Point-BWT Mercedes | 1'17"787 | +0"845 | 43  | Medie C3   | Medie C3   | Medie C3   |
| 9  | Valtteri Bottas  | 77 | Mercedes                  | 1'18"100 | +1"158 | 90  | Medie C3   | Medie C3   | Medie C3   |
| 10 | Sebastian Vettel | 5  | Ferrari                   | 1'18"113 | +1"171 | 84  | Medie C3   | Medie C3   | Medie C3   |
| 11 | Daniel Ricciardo | 3  | Renault                   | 1'18"214 | +1"272 | 53  | Dure C2    | Dure C2    | Dure C2    |
| 12 | Carlos Sainz Jr. | 55 | McLaren-Renault           | 1'18"221 | +1"279 | 46  | Medie C3   | Medie C3   | Medie C3   |
| 13 | Charles Leclerc  | 16 | Ferrari                   | 1'18"244 | +1"302 | 80  | Medie C3   | Medie C3   | Medie C3   |
| 14 | Nicholas Latifi  | 6  | Williams-Mercedes         | 1'18"300 | +1"358 | 48  | Morbide C4 | Morbide C4 | Morbide C4 |
| 15 | George Russell   | 63 | Williams-Mercedes         | 1'18"535 | +1"593 | 58  | Medie C3   | Medie C3   | Medie C3   |
| 16 | Romain Grosjean  | 8  | Haas-Ferrari              | 1'18"670 | +1"728 | 107 | Medie C3   | Medie C3   | Medie C3   |
| 17 | Lando Norris     | 4  | McLaren-Renault           | 1'18"826 | +1"884 | 56  | Dure C2    | Dure C2    | Dure C2    |
| 18 | Kimi Räikkönen   | 7  | Alfa Romeo Racing-Ferrari | 1'19"515 | +2"573 | 51  | Medie C3   | Medie C3   | Medie C3   |
| 19 | Esteban Ocon     | 31 | Renault                   | 1'21"542 | +4"600 | 74  | Dure C2    | Dure C2    | Dure C2    |

### Resoconto seconda giornata
- Meteo: Sereno

#### Risultati[8]
| 1  | Sebastian Vettel   | 5  | Ferrari                   | 1'16"841 |        | 144 | Morbide C5 | Morbide C5 | Morbide C5 |
| 2  | Pierre Gasly       | 10 | AlphaTauri-Honda          | 1'17"066 | +0"225 | 138 | Morbide C5 | Morbide C5 | Morbide C5 |
| 3  | Lance Stroll       | 18 | Racing Point-BWT Mercedes | 1'17"118 | +0"277 | 130 | Medie C3   | Medie C3   | Medie C3   |
| 4  | Nicholas Latifi    | 6  | Williams-Mercedes         | 1'17"313 | +0"472 | 158 | Morbide C5 | Morbide C5 | Morbide C5 |
| 5  | Lando Norris       | 4  | McLaren-Renault           | 1'17"573 | +0"732 | 112 | Medie C3   | Medie C3   | Medie C3   |
| 6  | Max Verstappen     | 33 | Red Bull Racing-Honda     | 1'17"738 | +0"897 | 31  | Dure C2    | Dure C2    | Dure C2    |
| 7  | Valtteri Bottas    | 77 | Mercedes                  | 1'17"985 | +1"144 | 47  | Medie C3   | Medie C3   | Medie C3   |
| 8  | Esteban Ocon       | 31 | Renault                   | 1'18"013 | +1"172 | 37  | Morbide C4 | Morbide C4 | Morbide C4 |
| 9  | Kevin Magnussen    | 20 | Haas-Ferrari              | 1'18"225 | +1"384 | 110 | Medie C3   | Medie C3   | Medie C3   |
| 10 | Alexander Albon    | 23 | Red Bull Racing-Honda     | 1'18"393 | +1"552 | 60  | Dure C2    | Dure C2    | Dure C2    |
| 11 | Daniel Ricciardo   | 3  | Renault                   | 1'18"395 | +1"554 | 59  | Medie C3   | Medie C3   | Medie C3   |
| 12 | Antonio Giovinazzi | 99 | Alfa Romeo Racing-Ferrari | 1'19"670 | +2"829 | 91  | Medie C3   | Medie C3   | Medie C3   |
| 13 | Lewis Hamilton     | 44 | Mercedes                  | 1'22"425 | +5"584 | 14  | Medie C3   | Medie C3   | Medie C3   |

### Resoconto terza giornata
- Meteo: Nuvoloso

#### Risultati[9]
| 1  | Valtteri Bottas  | 77 | Mercedes                  | 1'16"196 |        | 77  | Morbide C5 | Morbide C5 | Morbide C5 |
| 2  | Max Verstappen   | 33 | Red Bull Racing-Honda     | 1'16"269 | +0"073 | 44  | Morbide C4 | Morbide C4 | Morbide C4 |
| 3  | Daniel Ricciardo | 3  | Renault                   | 1'16"276 | +0"080 | 65  | Morbide C5 | Morbide C5 | Morbide C5 |
| 4  | Charles Leclerc  | 16 | Ferrari                   | 1'16"360 | +0"164 | 177 | Morbide C5 | Morbide C5 | Morbide C5 |
| 5  | Lewis Hamilton   | 44 | Mercedes                  | 1'16"410 | +0"214 | 90  | Morbide C5 | Morbide C5 | Morbide C5 |
| 6  | Esteban Ocon     | 31 | Renault                   | 1'16"433 | +0"237 | 71  | Morbide C5 | Morbide C5 | Morbide C5 |
| 7  | Sergio Pérez     | 11 | Racing Point-BWT Mercedes | 1'16"634 | +0"438 | 153 | Morbide C5 | Morbide C5 | Morbide C5 |
| 8  | Carlos Sainz Jr. | 55 | McLaren-Renault           | 1'16"820 | +0"624 | 159 | Morbide C4 | Morbide C4 | Morbide C4 |
| 9  | George Russell   | 63 | Williams-Mercedes         | 1'16"871 | +0"675 | 143 | Morbide C5 | Morbide C5 | Morbide C5 |
| 10 | Daniil Kvjat     | 26 | AlphaTauri-Honda          | 1'16"914 | +0"718 | 157 | Morbide C4 | Morbide C4 | Morbide C4 |
| 11 | Romain Grosjean  | 8  | Haas-Ferrari              | 1'17"037 | +0"841 | 86  | Morbide C4 | Morbide C4 | Morbide C4 |
| 12 | Kimi Räikkönen   | 7  | Alfa Romeo Racing-Ferrari | 1'17"415 | +1"219 | 115 | Morbide C5 | Morbide C5 | Morbide C5 |
| 13 | Kevin Magnussen  | 20 | Haas-Ferrari              | 1'17"495 | +1"299 | 25  | Morbide C4 | Morbide C4 | Morbide C4 |
| 14 | Alexander Albon  | 23 | Red Bull Racing-Honda     | 1'17"803 | +1"607 | 59  | Medie C3   | Medie C3   | Medie C3   |